# بخش الفانسو یوگارت
بخش الفانسو یوگارت (به اسپانیایی: Alfonso Ugarte District) یک سکونتگاه مسکونی در پرو است که در ناحیه انکاش واقع شده‌است.

## خصوصیات
بخش الفانسو یوگارت ۸۰٫۷۱ کیلومترمربع مساحت و ۹۰۵ نفر جمعیت دارد و ۳٬۲۰۵ متر بالاتر از سطح دریا واقع شده‌است.